# Royal Outsiders
Royal Outsiders (anteriormente The Central Standard) son un grupo de indie rock y rock alternativo formado en el año 2014 por Alex Garrison y Steven Phillips. Debutaron en octubre de 2015 con el álbum Neither Here Nor There.

## Historia
La banda fue formada en el año 2014 en la ciudad de Chicago, Illinois. Después de formar una amistad en la universidad, Steven Phillips (guitarra) y Alex Garrison (vocalista) comenzaron a tocar en varias fiestas dentro del campus de la universidad a la que asistían. Poco después de graduarse, el dúo comenzó a colaborar en un nuevo material dentro de un sótano ubicado en un suburbio de Illinois. Después de la introducción de un nuevo compañero de trabajo, Phillips y Garrison se reunieron con el productor Sean O'Keefe para comenzar a discutir sobre la grabación de su primer EP. Un mes más tarde el dúo terminó la producción de su EP debut y procedieron a añadir nuevos miembros como Mike Bronk (bajo), Manny Miller (guitarra rítmica) y Jack McKee (batería).
Bajo el nombre de Royal Outsiders, la banda ha comenzó a escribir nuevos materiales en el mismo sótano del dúo original. Influenciados por una mezcla ecléctica de géneros que van desde el rock sureño y el blues hasta el rock indie moderno, la banda ha seguido evolucionando en su sonido con el objetivo de grabar un álbum de larga duración en un futuro próximo.  Con nuevo material, la banda ha comenzado a hacer olas en la escena musical de Chicago con aspiraciones de ganar reconocimiento a nivel nacional y mundial.
El 10 de octubre de 2015 lanzaron su álbum debut, Neither Here Nor There.

## Miembros
- Alex Garrison (vocalista)
- Steven Phillips (guitarra y coros)
- Mike Bronk (bajo)
- Jack McKee (batería)
- Manuel Miller (guitarra, sintetizador, coros)

## Discografía

### Álbumes
- Neither Here Nor There (2015)

### EP
- Night Still Long (2015)
- Against Your Soul  (2015)

## Influencias
Algunas de las principales influencias musicales citadas por la banda son Pearl Jam, Kings of Leon, Foo Fighters, Led Zeppelin, The Who, The Smashing Pumpkins y My Morning Jacket.